# Posse (direito)
Ao longo da história, no direito, a Posse assume vários e distintos conceitos. No direito atual, pode-se entender a Posse como sendo uma situação fática, de caráter potestativo, decorrente de uma relação sócio-econômica entre o sujeito e a coisa, e que gera efeitos no mundo jurídico.
A palavra posse deriva do latim possessio que provém de potis, radical de potestas, poder; e sessio, da mesma origem de sedere, significa estar firme, assentado. Indica, portanto, um poder que se prende a uma coisa.
A posse portanto não se confunde com a propriedade. Esta é fundada em uma relação de direito (natureza jurídica), enquanto aquela é fundada em uma relação de fato (natureza fática).

## Posse: origem e história
Os seres vivos, do mais complexo até a forma mais simples, dependem dos elementos físicos à sua volta, para subsistência e manutenção de si e consequentemente de sua espécie. Algumas espécies mais complexas e territorialistas, como cães e leões, se valem da delimitação do espaço físico, onde ali exercem seu domínio, na luta pela sobrevivência e prosperidade da espécie.
Com o ser humano não foi diferente. Muitas são as descobertas arqueológicas de fósseis humanos de centenas e até milhares de anos, onde se evidencia claramente uma relação de posse destes indivíduos em relação a objetos e áreas. Pelo fato de existir uma relação inevitável entre os seres vivos e os objetos, torna-se árdua a tarefa de delimitar na história da existência humana, onde surgiu a posse, que do ponto de vista atual mais simples, seria a relação do homem com uma determinada coisa, onde este se reconhece como senhor dela, sem que haja propriamente um direito vigente que legitime ou o reconhecimento de terceiro sobre essa relação.

### A Posse no Direito Romano
Para compreender a posse no Direito Romano faz-se necessário conhecer ao menos em linhas gerais, o desenvolvimento histórico da propriedade desde os seus primórdios até o tempo de Justiniano. Isto porque a história do Direito Romano compreende um intervalo de 12 séculos, durante os quais profundas transformações de ordem econômica e social ocorreram. Um exemplo é Roma, que de pequena comuna se tornou soberana na Europa, sofrendo a mais radical transformação. Portanto a abordagem da propriedade no Direito Romano depende de se estabelecer se se trata do período de Rômulo ou de Justiniano ou ainda de alguma época intermediária.
Podemos afirmar que no Direito Romano uma primitiva concepção de propriedade surge nas gens, onde o poder sobre coisas e pessoas emanava do pater familias. A propriedade era indissociavelmente ligada a posse, sem a qual o direito à coisa não existia. Foi só posteriormente que a concepção de propriedade se assemelhou aos moldes atuais.
Com o surgimento da propriedade estatal, nasce o dominium, que era um poder concedido pelo Estado aos particulares, sobre suas terras. Este poder era transmitido por meio de três instrumentos: assinationes viritanae, onde o direito era solicitado por cidadãos, assignationes coloniae, com objetivos de fundar colônias e agri questorii, por meio da venda em leilões por questores. Em relação ao agri questorii, assevera Maynz que as distribuições de terras aos particulares pelo Estado Romano, sob garantia do povo - dominium ex iure Quiritum - eram realizadas no local após medição oficial prévia. As terras que permaneciam como ager publicus, não estavam sujeitas a medições. Cada pater familia ocupava a parte que julgasse conveniente, sob a condição de aceitar o regulamento de ocupação. Por isso qualificava-se as terras como agri arcifinii ou occupatorii. Tais ocupações que eram permitidas apenas aos membros do populus romanus não atribuíam aos mesmos o direito de propriedade, mas tão somente a posse que o Estado podia revogar sob qualquer tempo e arbítrio, que contudo, a protegia enquanto durasse.
Com a promulgação da Lei das XII Tábuas, estabelece-se a distinção entre posse e propriedade. Desta forma: "o que parece verossímil é que o reconhecimento da posse somente apareceu com a sua proteção por meio dos interditos. Isso só pode ter sido possível após o triunfo da plebe. Só então começou o parcelamento da propriedade, pela distribuição e arrendamento das terras.". Além disso, a noção de propriedade é absolutamente consolidada com a noção jurídica de ius utendi, fruendi et abutendi, isto é, o direito de usar, gozar e tirar o máximo proveito da coisa.
Cumpre ressaltar que ainda havia uma profunda diferença entre a concepção de posse no Direito Romano e a moderna. Neste sentido leciona Pontes de Miranda, que a diferença da posse entre o Direito Contemporâneo e o Direito Romano não tem apenas características fáticas (corpus, animus e as demais considerações de Ihering): "está na própria relação fática da posse, que consiste em um laço jurídico entre a pessoa e a coisa, ao invés de uma relação entre pessoas. No meio do caminho está a concepção de Kant, que é a do Empirismo Subjetivista (indivíduos e sociedade humana), a partir da posse comum (Gesamtbesitz) dos terrenos de toda a terra.".
Verifica-se, portanto que a concepção romana de posse se assentava em uma relação entre homens e coisas que vai ao encontro do postulado contemporâneo segundo o qual não há uma relação entre homens e coisas mas tão somente entre homens, cujo objeto são as coisas.
Sobre a proteção possessória no Direito Romano, leciona Joel Dias Figueira Júnior que existem duas teorias que procuram justificar a origem histórica da proteção possessória no Direito Romano:
"A primeira, criada por Niehbur, defendida por Savigny e mais modernamente por Albertario e Burdese, defende a tese da providência de caráter administrativo à tutela da antiga possessio dos ocupantes do ager publicus, à medida que, não sendo proprietários (a terra pública não poderia ser objeto de propriedade dos particulares), ficavam sem a proteção judicial existente; por este motivo, os pretores passaram a proteger a situação possessória através da concessão dos interditos, proteção esta difundida posteriormente para as demais posses. A segunda teoria, defendida por Ihering, dentre outros, e aceita pela maioria dos estudiosos da atualidade, preconiza que a gênese da proteção interdital encontra-se no poder outorgado ao pretor, nas ações reivindicatórias, de conceder provisoriamente (até sentença final) a posse da coisa litigiosa a um dos litigantes.".
Destaca também o referido autor, citando a Moreira Alves, que a segunda teoria se assenta no fato de que: "muitos institutos jurídicos em Roma surgem graças a incidentes processuais" sendo anterior ao ager publicus a proteção possessória nas ações reivindicatórias.
Cumpre destacar que inicialmente o exercício da justiça estava nas mãos do rei, posteriormente pelos cônsules, decênviros e pelos tribunos consulares. Com o passar do tempo o exercício da justiça passou dos cônsules aos censores e por fim, quando os plebeus puderam ser admitidos no consulado a classe dominante articulou a criação de uma magistratura análoga, exclusivamente acessível aos patrícios, com atribuições exercidas anteriormente pelo prefeito das cidade. É a partir deste momento (ano 387) que surge a figura do pretor urbanus, exercendo a magistratura ordinária, com poderes restritos à cidade de roma.
Por sua vez, Pontes de Miranda afirma que a origem dos interditos romanos está ligado a paz e a terra, bem como a proteção das pessoas e das coisas contra violência ou arbítrio, e em nada se relacionava com a proteção da liberdade e do status familiae, da democracia grega e do movimento igualitário cristão. Não era uma proteção essencialmente a pessoa e indiretamente a coisa, pois não havia essa distinção conceitual, de modo que os interditos serviam à vida sem diferenciar res nullius e res quae alicuius sunt. Para fins de proteção, tratava-se os homens livres como coisa, res nullius.
Destarte, é no contexto do desenvolvimento do Direito Privado, da ascensão dos plebeus e dos poderes atribuídos aos pretores que se sustenta a proteção possessória, que ganham forma com a criação dos interditos.

## Conceito de posse

### Teorias da posse

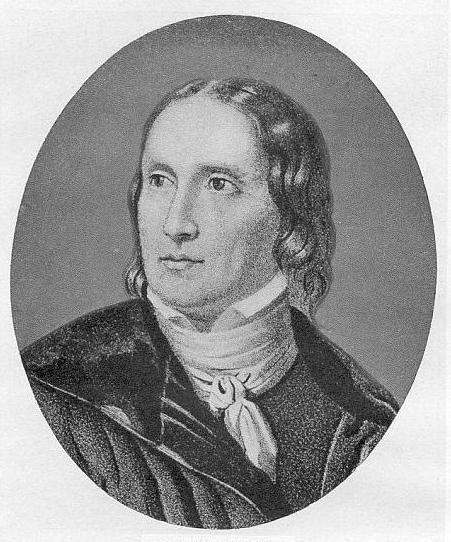
Foto: Friedrich Carl von Savigny

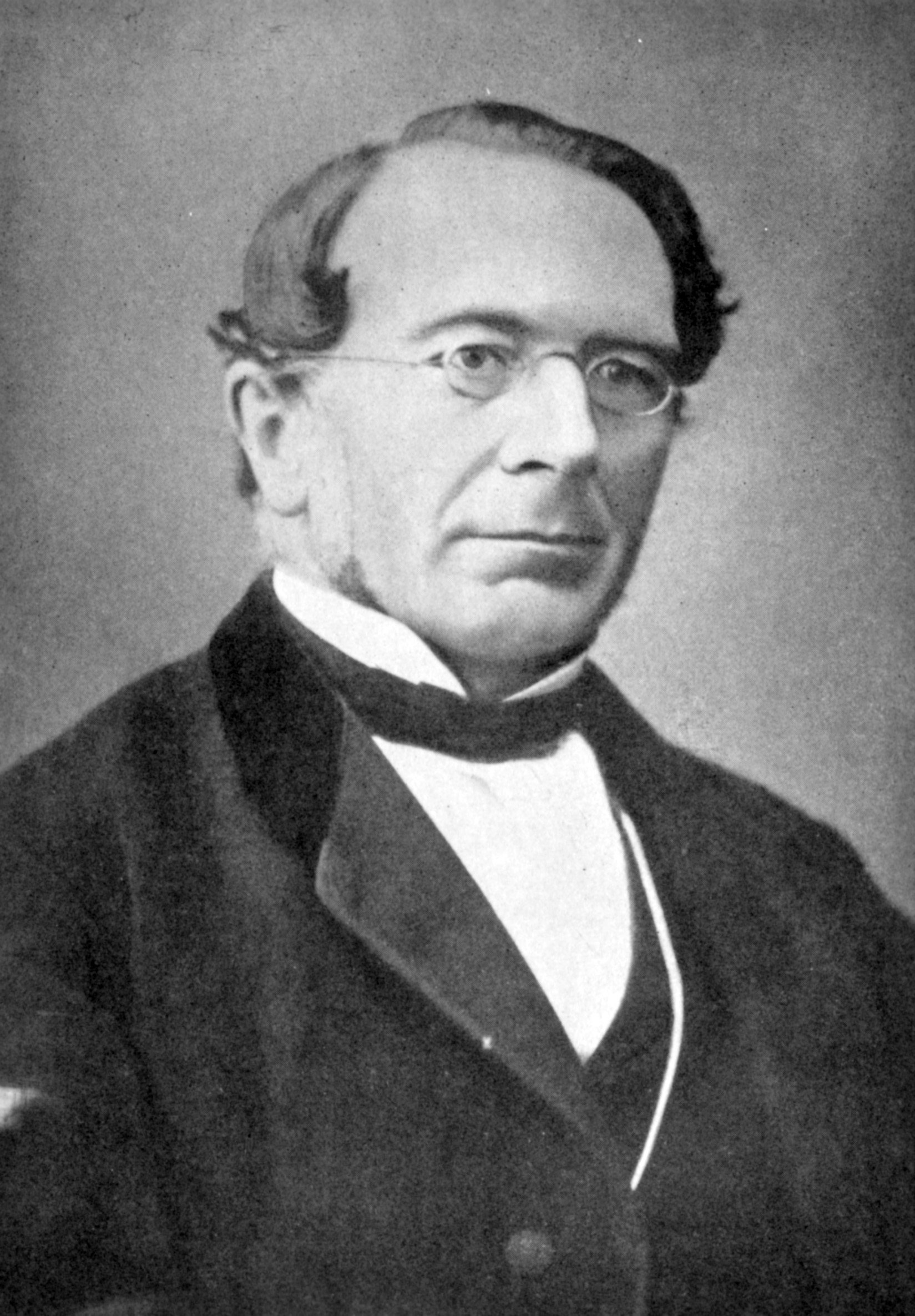
Foto: Rudolf von Ihering.

#### Teoria subjetiva de Savigny
Para Savigny o animus é indispensável. Tanto é que a teoria de Savigny é também conhecida como teoria psicológica da posse. Para Savigny animus domini e corpus tem necessariamente que estar juntos para caracterizar a posse. O animus é esse elemento psicológico que se conhece por animus rem sibi habendi ou seja, a vontade de ter a coisa como sua (vontade de ser proprietário) ou, pelo menos, exercer um dos direitos inerentes a propriedade. Não importava tanto a coisa em si, mas sim a vontade que animava o sujeito.

#### Teoria objetiva de Ihering
Ihering, partindo de suas análises do direito romano, desenvolverá a sua teoria objetiva da posse, que, aparentemente, se opõe a Teoria Subjetiva de seu colega Savigny. Nega Ihering que a posse requeira um animus domini nos moldes definidos por Savigny. Todavia, embora conhecida como objetiva a teoria de Ihering, isso não significa que ele desprezasse por completo a intencionalidade do sujeito diante de uma coisa, mas para Ihering esse animus será o mesmo da detenção e não fundamental para caracterizar a posse. Na teoria de Ihering, o corpus não necessita ser provido do animus para se consubstanciar a posse. Basta o Corpus que, no sentido que atribui, não é um mero contato físico. Liga-se, e isso sim, a uma conduta de dono, a maneira como age o o sujeito sobre a coisa, expondo, de maneira patente, o seu poder fático sobre a coisa, sendo esse poder a posse.
Importante ressaltar que, no Brasil é adotada a Teoria Objetiva de Ihering, mas que há casos excepcionais em que é usada a teoria de Savigny, por exemplo, para explicar a Posse Usucapiendo.